# ليوناردو غوتيريز
ليوناردو غوتيريز (بالإسبانية: Leonardo Gutiérrez) مواليد 16 مايو 1978، هو لاعب كرة سلة أرجنتيني ويحمل الرقم 10. يبلغ طوله 6 قدم 7 بوصة (2.0 م).

## فرق لعب لها
- أوبراس سانيتارياس
- أسوسيان ديبورتيفا أتيناس

## الميداليات
| الميدالية | المسابقة                             |
| --------- | ------------------------------------ |
| ذهبية     | بطولة أمم الأمريكتين لكرة السلة 2001 |
| فضية      | بطولة أمم الأمريكتين لكرة السلة 2003 |
| فضية      | بطولة أمم الأمريكتين لكرة السلة 2005 |
| فضية      | بطولة أمم الأمريكتين لكرة السلة 2007 |
| برونزية   | بطولة أمم الأمريكتين لكرة السلة 2009 |
| ذهبية     | بطولة أمم الأمريكتين لكرة السلة 2011 |

## روابط خارجية
- ليوناردو غوتيريز على موقع الاتحاد الدولي لكرة السلة (الإنجليزية)
- ليوناردو غوتيريز على موقع كرة السلة الأوروبية.كوم (الإنجليزية)
- ليوناردو غوتيريز على موقع ريلجم (الإنجليزية)
- ليوناردو غوتيريز على موقع بروبوليرز (الإنجليزية)
- ليوناردو غوتيريز على موقع سبورتس رفرنس (الإنجليزية)
- ليوناردو غوتيريز على موقع أوليمبيديا (الإنجليزية)